# Ригонце
Ригонце (словен. Rigonce) је насељено место у општини Брежице, Посавска регија, Словенија.

## Географски положај
Ригонце се налази на самој граници Словеније са Хрватском. У атару насеља налази се железнички гранични прелаз Ригонце-Хармица.

## Историја
До територијалне реорганизације у Словенији било је у саставу старе општине Брежице.

## Становништво
У попису становништва из 2011. године, Ригонце је имало 175 становника.
| Број становника према пописима | Број становника према пописима | Број становника према пописима |
| ------------------------------ | ------------------------------ | ------------------------------ |
| 1991                           | 2002                           | 2011                           |
| 172                            | 175                            | 175                            |